# Хеђес
Хеђес  је село у Мађарској, у жупанији Толна. То је родно место словачког сликара импресиониста Јозефа Теодора Мусона и има велики замак породице Апоњи.

## Географија

### Локација
Хеђес се налази дуж аутопута 65, 60 километара југоисточно од Шиофока, 32 километра северозападно од Сексарда. Повезан је са Домбоваром (предграђе Тиске) путем 6532 и са Ђенком путем 6315. Од околних мањих насеља, одавде се може доћи до села Мучи, споредним путем број 65 157 који се одваја од 6532 на југ испред Дуза.
Насеље додирује железничка линија Пустасаболч–Печ, чија се железничка станица овде (Сакаљ-Хеђес железничка станица) налази на приближно 4 километра од центра у суседној административној области Сакаљ.

## Историја
Власништво Хеђеса у округу Толна је било власништво грофа Клаудијус Флоримунд Мерси, а откупио га је гроф Ђерђ Аппоњи (1736-1782) 1772. године. Обновио га је крајем 18. века Ђерђев син, гроф Антал Ђерђ, који је провео већи део његовог каснијег живота тамо. Замак је касније припао унуку Антала Ђерђа, Карољу Апонију (1805-1890), његовом сину Гези (1853-1927) и његовом сину Карољу (1878-1959) који су га продали Мађарској држави 1939. Током и након Другог светског рата постао је центар за расељена лица и војна болница, а касније и школа. Приватизован је 1999. и реновиран у луксузни хотел, али је био уплетен у невоље контроверзног финансијера Гаита Фараона што је довело до његовог затварања 2010-их.

## Становништво
Током пописа из 2011. године, 84,1% становника се изјаснило као Мађари, 11,1% као Немци, а 7,7% као Роми (14,8% се није изјаснило, због двојног идентитета, укупан број може бити већи од 100%). 
Верска дистрибуција је била следећа: римокатолици 57,3%, реформисани 2,1%, лутерани 2,1%, гркокатолици 0,1%, неконфесионални 12,8% (24,1% се није изјаснило).